# 한국지리적표시농축임가공품연합회
한국지리적표시농축임가공품연합회는 회원간의 상호 협력으로 지리적표시품의 지재권 보호, 시장가치증대, 생산기술증진 및 공동판매촉진 등의 활동을 전개하여 생산자`소비자의 이익을 증대하고 국내 지리적표시제 발전에 기여 목적으로 2008년 2월 25일 설립된 대한민국 농림수산식품부 소관의 사단법인이다. 사무실은 서울특별시 마포구 연남동 570-38, 성산빌딩 4층에 있다.

## 주요 사업
- 지리적 표시품 품질관리 계획 수립 및 순회교육
- 판매촉진 홍보(식품 박람회, 브랜드 대전, 지역축제 참가 등)
- 국내 시장조사 및 선진지 견학
- 회원간 공동 마케팅 지원
- 기타 행정지원 시스템 마련

## 같이 보기
- 지리적 표시